# Pîrî Reis Haritası (1528)

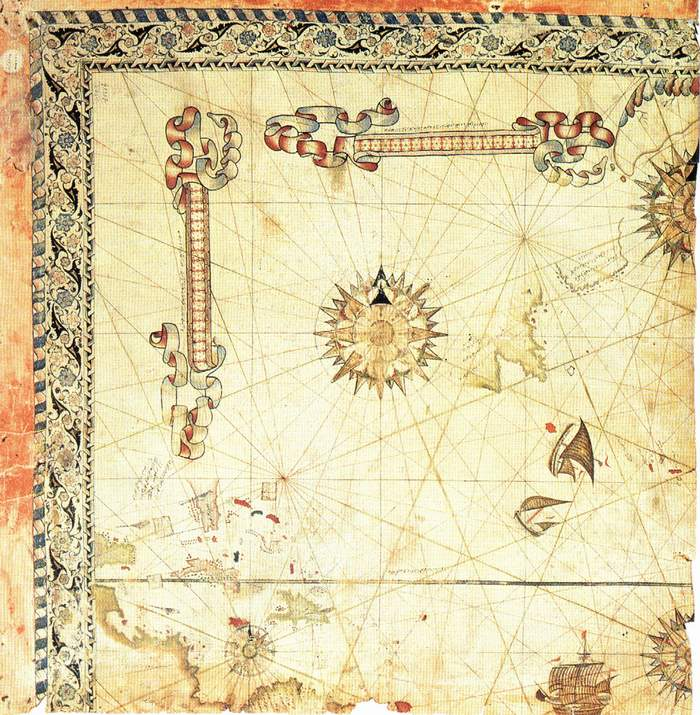
Segundo mapa del mundo de Piri Reis (1528)

El fragmento superviviente del segundo mapa del mundo dibujado por el almirante otomano Piri Reis en 1528 es el ángulo noroeste de un gran mapa, que muestra las costas recientemente descubiertas de Centroamérica, Florida, el ángulo noreste de Canadá y Groenlandia. Esta pieza del mapa que Piri Reis regaló a Soliman el Magnífico, junto con el primer mapa del mundo que Piri Reis dibujó en 1513, todavía se encuentra en el palacio de Topkapi. Piri Reis deja en blanco los sitios inexplorados en este mapa y afirma en sus notas al lado que no los dibujó porque son desconocidos. El segundo, mayor y más sofisticado que el primer mapa, es técnicamente el más avanzado de su época.

## Descripción
Fragmento del mapa dibujado en 8 colores sobre piel de gacela 69 x 70 cm de tamaño. Este mapa, como el primero, se hizo al estilo portugués dibujando cuatro rosas de brújula grandes y dos pequeñas. Una de las notas al margen indica que ese mapa fue realizado por Piri Reis. Otras notas al margen contienen diversas informaciones explicativas.
Aparece en el sur de Groenlandia, Terranova en Canadá se indica con los nombres "Terra Nova", Labrador como "Baccalao" y está escrito que estos sitios fueron descubiertos por los portugueses. Terra Nova fue descubierta por Gaspar Corte-Real de Portugal en 1500 y por su hermano Miguel Corte-Real en el Labrador en 1501. Una nota a nivel de Centroamérica menciona a un explorador que pretende llegar al océano pasando por tierra. Se trata probablemente del portugués Vasco Núñez de Balboa, que llegó al Pacífico por tierra en el año 1513.
En el segundo mapa del mundo de Piri Reis, se dibujan islas y costas a partir de los descubrimientos recientes. San Juan Batisto , que se muestra en Puerto Rico en el primer mapa, se muestra en Florida en este mapa. A diferencia del primer mapa de Cristóbal Colón, que fue influenciado por su mapa defectuoso, en éste se dibujaban con bastante precisión las Bahamas, Antillas, Haití y Cuba. También están presentes las penínsulas de Yucatán y Honduras, que fueron descubiertas en 1517 y 1519. Cuba se llama "Isla di Vana". El trópico de cáncer, que no estaba en el primer mapa, se dibujó en ese mapa (con su latitud ligeramente equivocada). Piri Reis lo llamó "Günuzadısı" y escribió al lado: "Bu hat gün gayet uzadığı yere işarettir""(Esta línea indica dónde se alarga el día"). 